# 巴尼 (阿肯色州)
巴尼（英語：Barney）是位於美國阿肯色州福克納縣的一個非建制地區。該地的面積和人口皆未知。

## 地理
巴尼的座標為35°15′06″N 92°12′25″W / 35.25167°N 92.20694°W，而該地的平均海拔高度為148米（即486英尺）。